# Đoàn Xuân Bộ
Đoàn Xuân Bộ là một sĩ quan cao cấp của Quân đội nhân dân Việt Nam, hàm Thiếu tướng, hiện đang giữ chức Tổng biên tập Báo Quân đội nhân dân.